# Bad Lippspringe
Bad Lippspringe  est une ville d'Allemagne, située à l'est du land de Rhénanie-du-Nord-Westphalie dans l'arrondissement de Paderborn.

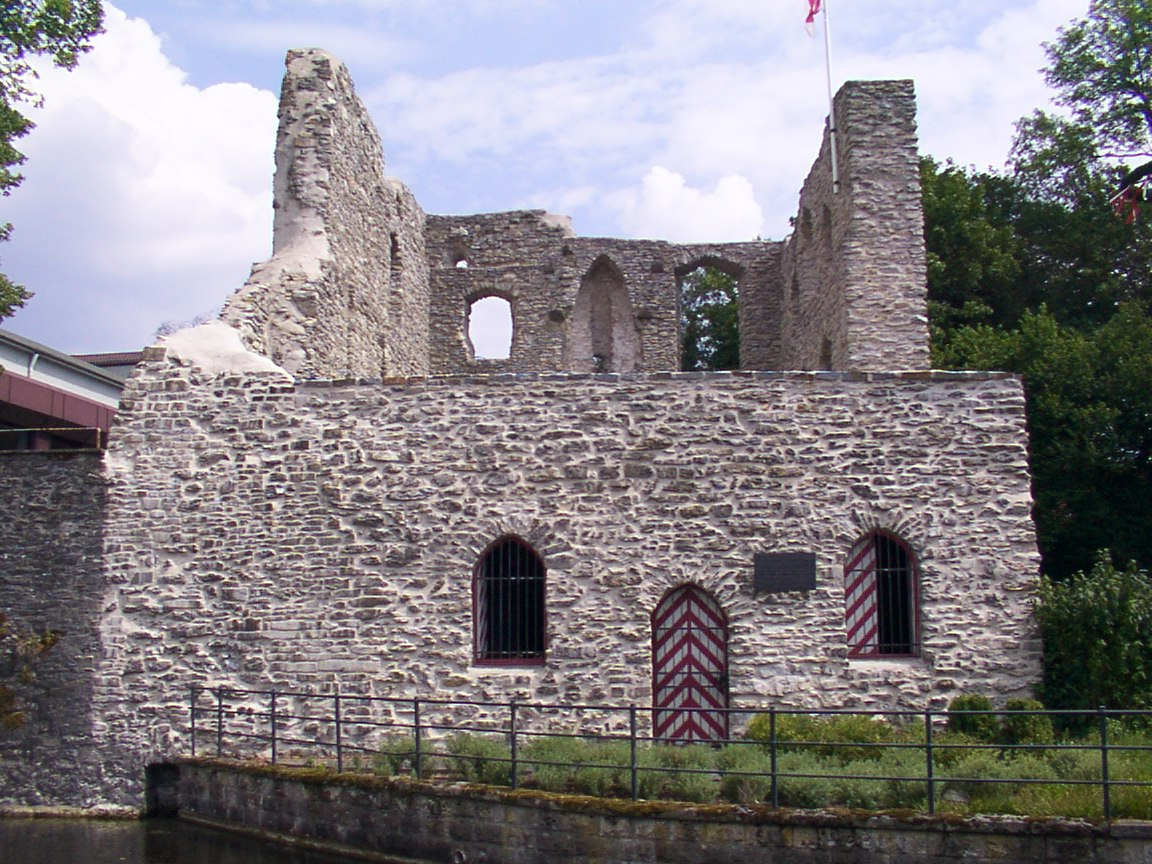
la ruine du Château Fort Lippspringe.

Bad Lippspringe, ville d'eau (Heilbad) et station climatique (Heilklimatischer Kurort), est située près de la forêt de Teutoburg à l'origine de la rivière de la Lippe.
Bad Lippspringe a des limites - commençant au nord dans le sens des aiguilles d'une montre - avec Schlangen et la ville de Horn-Bad Meinberg (arrondissement de Lippe), Altenbeken, la ville de Paderborn et Hövelhof (arrondissement de Paderborn).
La ville de Bad Lippspringe est jumelée avec Templin (Brandebourg) depuis 1989 et avec Droichead Nua (en anglais Newbridge) (Irlande) depuis 1997.

## Histoire
En 1915 le stand de tir de la ville a été transformé en lazaret pour soigner les prisonniers du Camp de Senne (Sennelager) situé à 9 km à l'Ouest.
En 1921, la ville a émis des billets de nécessité (Notgeld).
Lors de l’Euro 2024 de football en Allemagne, l'équipe de France y établit son camp de base.